# Trinityhalvön

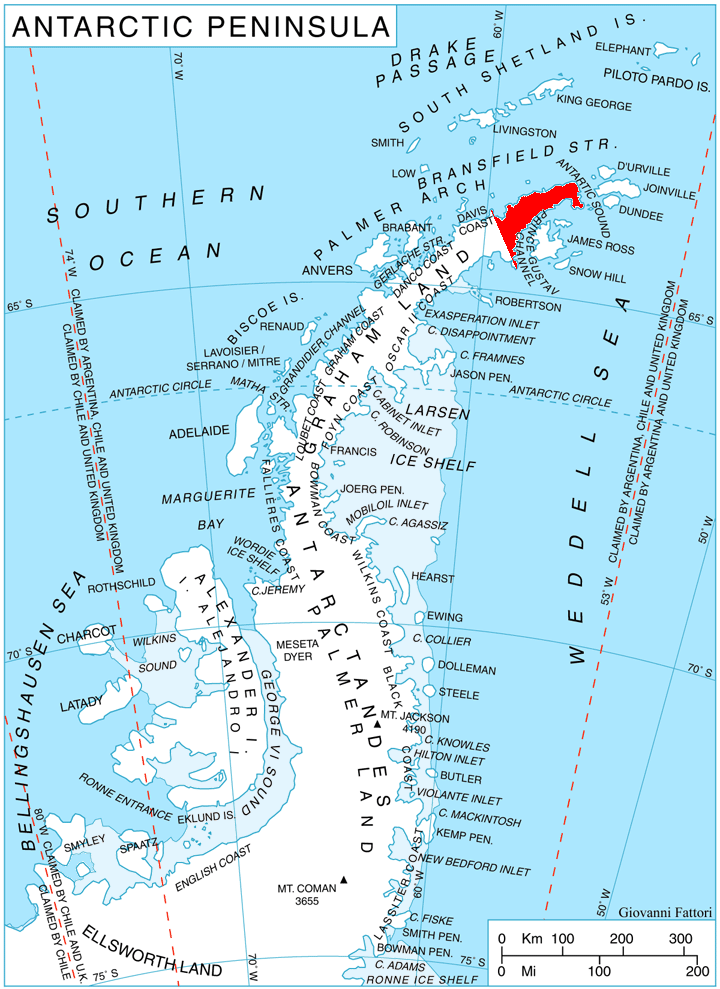
Karta över Antarktiska halvön som visar Trinityhalvön längst ut i nordost.

Trinityhalvön (Engelska: Trinity Peninsula) är den yttersta delen av den Antarktiska halvön. 
Kartografer har använt olika namn som Trinity Land, Palmer Land och Land of Louis Philippe för denna del av den Antarktiska halvön. Namnet Trinity Land gavs av Edward Bransfield i januari 1820, men det är oklart vilket område som namnet ursprungligen avsåg. 